# 허소영 (강원도의원)
허소영(1970년 11월 6일 ~ )은 대한민국의 정치인이다.

## 학력
- 동내초등학교
- 봉의여자중학교
- 유봉여자고등학교
- 강원대학교 불어불문학과
- 한림대학교 대학원 사회복지학과 졸업(문학 박사)

## 경력
- 강원도자원봉사센터장
- 송호대학교 사회복지과 조교수
- 2018.07 ~ 2022.03: 제10대 강원도의회 의원 (초선, 춘천시 제5선거구)
- 2022.10 ~ : 더불어민주당 강원도당 대변인

## 역대 선거 결과
|  | 58.88% |

|  | 26.69% |